# Tano
Die Tano gehören zu den Pueblo-Indianern und bildeten keinen Stamm im eigentlichen Sinn, sondern jeder Pueblo bestand aus einem Dorf, das als autonome politische Einheit funktionierte. Das bedeutete aber nicht, dass diese Gruppen isoliert waren. Sie trieben mit anderen Pueblos Handel, waren sich ihrer gemeinsamen Herkunft bewusst, hatten ähnliche Wertvorstellungen und heirateten gelegentlich Partner aus einem anderen Dorf.

## Wohngebiet und Sprache
Die Tano lebten im nördlichen New Mexico und bildeten die größte Sprachgruppe unter den Pueblo-Indianern, die zur Kiowa-Tano Sprachfamilie gehört. Das Tano besteht aus drei Hauptsprachen, Tiwa, Tewa und Towa. Tiwa wird von den Bewohnern von Taos, Picuris, Sandia und Isleta gesprochen. Tewa ist die Sprache in den Pueblos Nambe, Pojoaque, San Ildefonso, San Juan, Santa Clara und Tesuque. Jemez ist der einzige Pueblo, in dem heute noch Towa zu hören ist.
Die Pueblo-Indianer lassen sich nach Lage ihrer Dörfer in zwei Gruppen unterteilen. Die Östlichen Pueblo (Tano- und Keres-Sprecher) leben am Rio Grande und seinen Nebenflüssen und haben damit eine permanente Wasserquelle, die ihnen den Bewässerungsfeldbau erlaubt. Die Westlichen Pueblo (Hopi, Zuni, Acoma und Laguna) sind mangels stetiger Wasserversorgung auf Trockenfeldbau angewiesen.

## Kulturelle Wurzeln
Die Kultur der Tano hat ihre Wurzeln in der prähistorischen Anasazi-Kultur. Anasazi ist ein Navajo-Wort und bedeutet die Alten. Zwischen 100 v. Chr. und 500 n. Chr. entstanden im Südwesten der heutigen USA prähistorische Siedlungen, die aus Grubenhäusern und Lehmhütten bestanden. Von hier aus gingen die Anasazi auf die Jagd, sammelten Wildpflanzen, bauten zusätzlich Kürbisse, Bohnen und Mais an und hielten alles in Gruben unter Steinplatten frisch.
Um 700 n. Chr. begannen die Anasazi, oberirdische Häuser aus Stein zu bauen. Es entwickelte sich die Kiva, ein unterirdischer Raum, den man für Rituale nutzte. In diese Zeit fallen die wichtigsten Gebietserweiterungen der Anasazi, deren Territorium nun weit hinein nach Utah reichte und sich sogar bis in den Süden Colorados und nach Nordmexiko erstreckte.
In der klassischen Anasazi-Periode von 1050 bis 1300 bestand die Mehrzahl der Dörfer, wie in Mesa Verde, aus kompakten mehrstöckigen Gemeinschaftsbauten mit mehreren Kivas. Bis heute rätselhaft bleibt die Ursache, warum viele große Siedlungen am Ende der Epoche aufgegeben wurden. Jahrzehntelang machte man eine verheerende Dürreperiode von 1276 bis 1299 dafür verantwortlich, doch heute wird diese These nicht mehr allgemein aufrechterhalten. Dennoch steht fest, dass die Anasazi um 1300 einem augenfälligen Auszehrungsprozess zum Opfer fielen. Erst danach erfolgte die Invasion fremder Stämme. Bis etwa 1500 gibt es kaum Anhaltspunkte für Überfälle von Apachen und Diné. Es dauerte aber noch einige Jahrzehnte, bis die Spanier die indianischen Dörfer des Südwestens ihrer Herrschaft unterwarfen.

## Geschichte nach 1500
1539 stieß der spanische Missionar Marcos de Niza als erster Europäer auf Tano. Francisco de Coronado erkundete in den Jahren 1541 und 1542 das Gebiet des heutigen New Mexico und drang dabei weit nach Osten und Norden vor. Bei ihrem Vormarsch versuchten Coronados Männer vergeblich, ein Volk zu unterwerfen, das sie nach den von ihnen errichteten Bauwerken Pueblo nannten. Zu Beginn des 16. Jahrhunderts war New Mexico, insbesondere das Tal des Rio Grande, dicht besiedelt und intensiv bewirtschaftet. 1598 wurde das Land endgültig von Spaniern besetzt und um 1630 in fast allen Pueblos Missionen errichtet.
Durch einen Massenaufstand der Pueblo-Indianer im Jahre 1680, dem so genannten Pueblo-Aufstand, konnten die Spanier zunächst vertrieben werden. Es waren besonders die indianischen Priester, die den Aufstand organisierten. An der Spitze stand ein Priesterhäuptling aus San Juan namens Popé. Doch 1692 kehrten die Spanier zurück und reduzierten die Zahl der Pueblos von 90 auf 30. Dennoch war der Aufstand auf lange Sicht ein Erfolg für die Tano. Denn niemals wieder versuchten die Spanier, den Indianern ihre Religion und Kultur mit solcher Brutalität aufzuzwingen, wie vor dem Aufstand.
Bis zum Ende des Amerikanisch-Mexikanischen-Krieges 1848 wurden die Tano von spanischen oder mexikanischen Regierungen verwaltet und anschließend den USA unterstellt. Trotz dieser Fremdherrschaft gelang es den Indianern, ihre Traditionen größtenteils zu bewahren. Besonders die westlichen Dörfer widersetzten sich erfolgreich dem spanischen Einfluss, während die Pueblos im Osten einige spanische Elemente in ihre Kultur integrierten.

## Lebensweise und Kultur
Die Wasserressourcen wirken sich von der Nahrungsbeschaffung bis hin zur Religion auf viele Bereiche des Lebens aus. Wirtschaftlich gesehen sind viele Tano Feldbauern. Manche halten auch kleine Schaf- und Rinderherden, stellen kunsthandwerkliche Produkte her, zum Beispiel Webwaren, Silberschmuck, Kachina-Puppen, Keramik und Korbwaren. Heute sind die Tano, wie viele andere Bewohner des Südwestens, auch Lohnempfänger und gehen in die nahegelegenen großen Städte, wie Albuquerque und Santa Fe. Alle kehren jedoch zurück, wenn es gilt, an wichtigen Zeremonien teilzunehmen.
Die Religion durchdringt alle Bereiche des Lebens. Ausgehend von der Einsicht, dass die Menschen mit der Natur im Einklang leben müssen, haben die Tano reiche kulturelle Traditionen entwickelt, die in ihrer Dichtung, ihren Legenden, Liedern, Tänzen und in ihrer Kunst zum Ausdruck kommen. Der zeremonielle Mittelpunkt des Dorfes ist die Kiva. Hier finden täglich und an geeigneten Zeitpunkten im Jahr private und kommunale religiöse Riten statt. Häufig gibt einen jährlichen Festtag, der am Namenstag des römisch-katholischen Heiligen gefeiert wird.
Neben christlichen Messen und Prozessionen gibt es die traditionellen Zeremonien, bestehend aus Tänzen, begleitet von Gesang und Trommeln.
Weltliche und geistliche Autoritäten sind in den Pueblos scharf voneinander getrennt. Jedes Dorf ist eine gut durchstrukturierte Theokratie, an deren Spitze ein Kazike steht. In den östlichen Pueblos liegt die weltliche Organisation in den Händen eines Gouverneurs, der alljährlich ernannt oder gewählt wird.
Die Pueblos der Tewa gliedern sich in zwei gesellschaftliche Hälften oder Moieties, deren Zugehörigkeit über die väterliche Linie bestimmt wird. In der einen Hälfte des Jahres liegen die politischen und zeremoniellen Pflichten in den Händen der einen Moiety, dem Sonnenvolk, während das Wintervolk die andere Hälfte übernimmt. Die wichtigsten religiösen Zeremonien finden zur Erntezeit statt. Sie bestehen überwiegend aus Gebeten, mit denen für guten Ertrag oder für Regen gedankt wird. Besonders bei den westlichen Pueblo-Indianern werden die Geister der Ahnen und andere gute Geister, die Kachinas, verehrt. Bei den Ritualen verkörpern maskierte Tänzer diese Geister und Kinder erhalten Kachina-Puppen.
Die Pueblos der Tano gelten als die ältesten, ständig genutzten Siedlungen Nordamerikas. Niedrige Einkünfte, eine unzureichende Gesundheitsvorsorge, schlechte Schulausbildung und die hohe Arbeitslosenquote unter den Puebloindianern haben in den letzten Jahren verstärkt zu sozialen Spannungen geführt. Gleichzeitig aber entwickelte sich wieder ein stärkeres Bewusstsein für Traditionen.